# The Son-Daughter
The Son-Daughter is een Amerikaanse dramafilm uit 1932 onder regie van Clarence Brown. Het scenario is gebaseerd op het gelijknamige toneelstuk uit 1919 van de Amerikaanse auteurs David Belasco en George Scarborough. Destijds werd de film in Nederland uitgebracht onder de titel De Chineesche bruid.

## Verhaal
Ten tijde van de opstanden tegen onderdrukking in China richt de film zich op Chinees-Amerikanen in San Francisco, die vechtmateriaal proberen te smokkelen naar hun land van afkomst. Sin Kai, een van deze mannen, dreigt zijn vervoer te verliezen, tenzij hij binnen vier dagen 100.000 dollar weet in te zamelen. Hij roept iedereen op hem te helpen, maar hij wordt gehinderd door zijn aartsrivaal, de rijke koopman Fen Sha die onder de geheime identiteit van The Sea Crab handelt.
Ondanks hun zorgen over China leiden Dr. Dong Tong en zijn dochter Lian een gelukkig leventje. Ze wordt verliefd op de arme student Tom Lee en krijgt toestemming van haar vader om met hem te trouwen. Hij wordt echter tegelijkertijd gedwongen om 25.000 dollar aan Sin Kai te doneren, omdat hij geen zoon heeft om te offeren. Hij heeft op dat moment niet het geld meer om zijn dochter een bruiloft te schenken en zij moet met veel verdriet haar verloving breken. Zelfs de onthulling dat Tom werkelijk een Chinese prins is, brengt daar geen verandering in.
Uiteindelijk is Tong genoodzaakt om zijn dochter uit te huwelijken aan de hoogste bieder. Fen Sha biedt 100.000 dollar en omdat ze daarmee instemt, krijgt ze de eretitel 'zoon-dochter'. Na de bruiloft laat Fen Sha haar vader beroven en vermoorden. Hij laat ook Sin Kai gevangennemen, maar hij vergiftigt zichzelf voordat Fen Sha iets kan doen. Nu hoeft hij enkel van Tom Lee af te komen om het vervoer met wapens tegen te houden. Lian en Tom zijn op de hoogte van Fen Sha's plannen om Tom te vermoorden en proberen hem een stap voor te zijn.
Tom probeert Fen Sha te beroven, maar wordt neergestoken tijdens zijn ontsnappingspoging. Na zijn overlijden neemt Lian wraak door Fen Sha te wurgen. Ze heeft na al deze ellende haar vrijheid en gaat zelf met het schip naar China om de mensen daar te voorzien van wapens. Hiermee kan ze de wens van de drie gesneuvelde mannen toch in vervulling laten komen.

## Rolverdeling
| Acteur              | Personage     |
| ------------------- | ------------- |
| Helen Hayes         | Lien Wha      |
| Ramón Novarro       | Tom Lee       |
| Lewis Stone         | Dr. Dong Tong |
| Warner Oland        | Fen Sha       |
| Ralph Morgan        | Fang Fou Hy   |
| Louise Closser Hale | Toy Yah       |
| H.B. Warner         | Sin Kai       |

## Achtergrond
Aanvankelijk zou de film geregisseerd worden door Jacques Feyder, met Robert Young, Richard Cromwell of Robert Montgomery als de hoofdrolspeler. In deze tijd werd ook vermoed dat Anna May Wong of Lupe Vélez de vrouwelijke hoofdrol zou vertolken. De Chinese actrice Wong wilde de rol dolgraag spelen en legde een auditie af, maar de filmmakers vonden haar 'te Chinees om een Chinese te spelen'.
De studio gaf echter de voorkeur aan de Amerikaanse actrice Helen Hayes. Studiohoofd Louis B. Mayer zag veel talent in Hayes, maar vond haar er 'te normaal' uitzien om een ster te zijn. Hij hoopte dit probleem op te lossen door haar in te zetten als een Chinese vrouw in deze film. Hayes was echter al gekozen in de film The White Sister (1933) en kon zich daarom niet associëren met The Son-Daughter. Toen dat project ernstig vertraagd werd, kon ze uiteindelijk in beide films spelen. Nadat bevestigd was dat Hayes de hoofdrol zou vertolken, moesten alle Chinese acteurs vervangen worden door Amerikaanse acteurs. De mannelijke hoofdrol ging naar Ramón Novarro, een acteur die elke dag urenlang in de make-up moest.
De 400 Chinese extra's die gebruikt werden, werden niet vervangen door Amerikanen. Vlak nadat de opnames begonnen waren, kwamen ze in opstand omdat ze niet eten naar hun wens kregen geserveerd. Ze weigerden te werken totdat er eten op tafel kwam dat zij bereid waren te eten. Tijdens de opnames werd regisseur Clarence Brown ziek met griep en werd hij gedurende een week vervangen door Robert Z. Leonard.
De film werd een grote flop en het grootste kritiekpunt was dat de acteurs weinig weg hadden van Chinezen. Critici klaagden over Novarro's accent en dat Hayes te veel op zichzelf leek. China was zeer beledigd en bande de film in dat land.